# Sothis
Sopdet (Sôpdit ou Sépédet, qui signifie littéralement « la pointue »,) est une déesse égyptienne, dont le nom grec est Sothis.
Personnification divine de l'étoile Sirius (litt. l'ardente, en grec Σείριος ), elle symbolise l'arrivée de la crue annuelle du Nil et les grandes chaleurs estivales qui coïncidaient autrefois avec l'apparition de l'étoile au début du mois de juillet (le lever héliaque - en août à l'époque actuelle du fait de la précession des équinoxes). Cette crue annuelle étant indispensable pour fertiliser les terres arides des rives du Nil (par l'apport en eau et en limon), Sothis a été naturellement associée à la fertilité et à la prospérité à partir de la XVIIIe dynastie.
Elle avait deux apparences, celle d'une femme ou celle d'une vache, toutes les deux portant une étoile sur la tête et entre les cornes. La crue du Nil était liée à la symbolique du fleuve nourricier, tel le lait de la vache qui nourrit aussi les hommes. C'est pourquoi Sopdet est illustrée soit par une vache, soit par une femme.
Sopdet est représentée en général avec une étoile au-dessus de la tête. Cette étoile est la plus lumineuse du ciel, seulement dépassée en luminosité par les planètes principales (Vénus, Jupiter et par moments Saturne et Mars).

## Sopdet à l'origine de la constellation du Grand Chien?
Sopdet a été associée au culte de la déesse Neith comme le précise Françoise Dunand dans son livre Le Culte d'Isis dans le bassin oriental de la Méditerranée publié en 1973. C'est ainsi que les Grecs se sont inspirés de la déesse Neith (et la forme de sa constellation) et l'ont remplacée par Artémis, la Diane romaine qui, comme la déesse égyptienne, arbore un arc, mais a en plus un compagnon : un chien.
Les Grecs ont transposé leur mythologie sur celle de l’Égypte antique. Il faut attendre le IIe siècle pour que Claude Ptolémée publie son Almageste dans lequel on découvre pour la première fois le nom de Sirius et la forme d'un chien.
Entre-temps la précession des équinoxes a décalé les constellations vues de la Terre par rapport à l'écliptique. Le ciel à l'époque de Ptolémée n’étant plus comparable au ciel de l'Égypte ancienne du fait du basculement de l'axe oblique de la Terre, Claude Ptolémée a jugé nécessaire de l'adapter à son époque. C'est ainsi qu'il a remplacé la déesse Neith, l'archère, par un chien. C'est ce chien que, depuis, on appelle Sirius.
L’émergence du christianisme a fait disparaitre un certain nombre de déesses du ciel dont Artémis-Diane, c'est pourquoi les Anciens se contentèrent du compagnon canin de leur déesse pour représenter la constellation du Grand Chien.

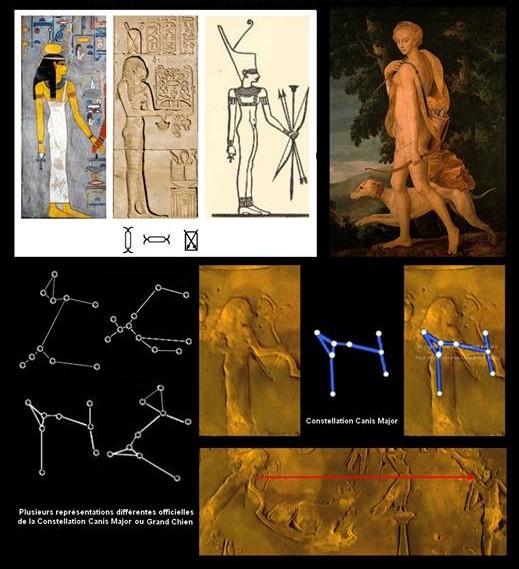
Représentation grecque et égyptienne de Sirius.

Il est donc nécessaire d'éviter l'anachronisme entre deux époques différentes et la confusion entre deux cultures différentes. Sopdet, puis Isis n'ont jamais été représentées sous la forme d'un chien à l'époque de l'ancienne Égypte.
La constellation de la vache Sopdet et la constellation de Neith l'archère étaient très voisines, les Anciens en firent une seule et même constellation, qu'ils nommèrent Canis Major, avec pour étoile principale Sirius.
Paradoxalement l'étoile Sirius était présente pendant les périodes de grande chaleur qui étaient connues comme périodes d'épidémies. Le Nil débordant était, certes, une bonne chose pour la fertilité et l'agriculture, mais il était aussi très destructeur et provoquait de nombreuses maladies pour le peuple habitant ses bords.